# Йосиф Варненски и Преславски
Йосиф е български духовник, варненски и преславски митрополит на Българската православна църква от 1937 до 1988 година.
Роден през 1898 година в Севлиево (възрожденски род – фамилия Катрови, по линия на неговата майка) в благочестиво християнско семейство (по линия на бащата – табашки занаят) със светското име Иван Лазаров Илиев. Докато е ученик в Софийската духовна семинария, в 1918 година се замонашва в Рилския манастир под името Йосиф. Семейно е свързан с БЗНС – Пладне. Обвиняват го, че е анархист, комунист (бил е с леви убеждения). Пише брошура „Аз съм комунист, не от вчера, а от днес“, целта му е била да я разпространява сред работниците във фабриките. Това заглавие, извадено извън антикомунистическия му контекст, става повод за доноси срещу Йосиф. Смятал е, че църквата трябва да се намеси и да спре процеса на създаване на профсъюзи (дело на комунистите) във фабриките. Независимо че е бил ляв (подкрепял е социалната държава, противник е на болшевизма), не е бил комунист по убеждения. В брошурата е писал, че християнството като вяра има социални елементи още от древността. Смятал е, че църквата трябва да създаде християнски братства сред работниците, за да се спрат комунистическата и фашистката идеология. Превратът от 9 юни 1923 г. осуетява тези намерения.
След завършването на Софийската духовна семинария през 1921, една година е йеродякон в Рилския манастир, след което започва да учи в Богословския факултет на Софийския университет. От Черновицкия университет, Румъния, получава степента доктор по богословие.
Работи като учител в Черепишкото свещеническо училище и преподавател в Софийската духовна семинария. През 1930 година е назначен за протосингел на Неврокопската митрополия. В 1931 година е възведен в архимандрит.
През юли 1936 година е ръкоположен за знеполски епископ.
Кандидатства безуспешно да оглави епархията в Ловеч и Търново.
След смъртта на митрополит Симеон Варненски и Преславски, епископ Йосиф е избран на 12 декември 1937 година и на 26 декември е канонически утвърден за варненски и преславски митрополит.
Планирал е просветно средище, нещо като „втори плисковско-преславски център“, като по времето на Борис I.
Прави един от най-добрите преводи на Библията, но не е издаван от Светия Синод.
След 9.IX.1944 г. вижда неосъществен свой идеал – църковни работнически синдикати, църковна и духовна просвета сред духовниците, църковен морал. Работил е за създаване на такива християнски дружества сред младежта, дори специално е бил изпращан на Запад да проучи каква е била практиката на католическата църква.
Между декември 1949 г. и октомври 1956 г. титулатурата на Йосиф е „сталински и преславски митрополит“, тъй като по това време Варна носи името Сталин.
По време на събитията в Чехословакия през 1968 г. Йосиф предрича поражението на комунизма.
Умира на 8 ноември 1988 година.